# Атлантийский язык
Атлантийский язык — искусственный язык, созданный лингвистом Марком Окрандом для мультфильма 2001 года Атлантида: Затерянный мир. По замыслу создателей мультфильма, язык является прародителем всех языков, первым языком в истории человечества, от которого произошли все остальные. Окранд составил его на основе индоевропейских языков с оригинальной грамматикой самого Окранда, а также примесью шумерского, коренных североамериканских и других древних языков.

## Концепция и создание
Язык атлантов разработан для использования в сюжете и мифографии мультфильма. За основу псевдоисторической составляющей взят библейский сюжет о строительстве Вавилонской башни и, последовавшей за ней, дифференциацией из единого языка, на многие другие. Толчок к развитию как цивилизации атлантов, так и самого языка дал упавший метеорит Матаг Иоб, ставший ключевым фактором могущества Атлантиды.
Составляющая часть искусственного языка позаимствована из праиндоевропейского языка, особенно касаемо словообразования (основа слова и корень). Также были использованы такие древние языки, как китайский, латынь, иврит, древнегреческий язык, а также многие другие древние наречия.

## Письмо

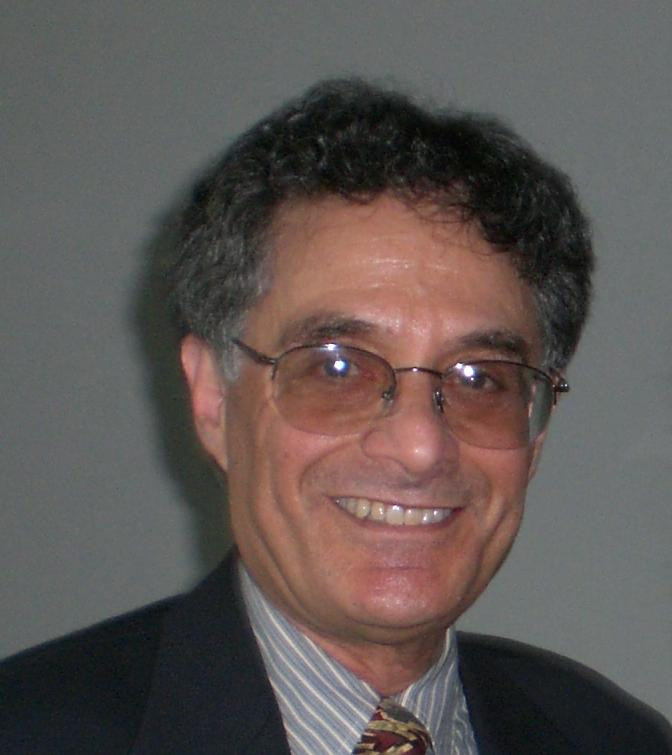
Марк Окранд, создатель Dig Adlantisag

Письменность атлантов «стоит» на трёх китах:
1. Письме[3]
2. Алфавите[4]
3. Произношении[5]

Они перечислены в порядке создания. Письменность, созданная Окрандом в первую очередь, затем для стилизации Джоном Эмерсоном был создан алфавит атлантов, при поддержке Марка Окранда. Для облегчения произношения речей актёров мультфильма на языке атлантов Окранд разработал специальную систему с помощью системы Берлица.
Пример:
- Текст на английском: Spirits of Atlantis, forgive me for defiling your chamber and bringing intruders into the land
- Текст на русском: Духи Атлантиды, простите меня за то, что я привела в вашу обитель злоумышленников
- Текст на атлантийском (английскими буквами), согласно бустрофедонской системе[6]:

NISHENTOP ADLANTISAG KELOBTEM
MIG TEB KIMILKORAK NIRBAG
DEMOTTEM NET GETANOSENTEM
BIGAK TEB KIMILTONREB
LEWIDYOH
- Произношение (английскими буквами): NEE-shen-toap AHD-luhn-tih-suhg, KEH-loab-tem GAHB-rihn KAH-roak-lih-mihk bet gihm DEH-moat-tem net GEH-tuh-noh-sen-tem behr-NOAT-lih-mihk bet KAH-gihb LEH-wihd-yoakh

### Алфавит
Соответствие алфавита письму доработано фанатами в Интернете. Соответствие основано на наречиях северных семитов, таких как угаритский язык. Количество букв в атлантийском алфавите — 29.
| Написание буквы |       |   |   |   |   |   |      |   |   |   |    |    |      |   |   |   |   |     |   |       |   |   |   |        |   |   |         |   |    |
| Буква           | А     | Б | В | C | Г | Д | Э    | З | Ф | W | H  | J  | И    | Y | К | Л | М | У   | Н | О     | П | Q | Р | С (эс) | Ш | Т | X       | Ч | Th |
| Произношение    | Uh/Ah | Б | В | C | Г | Д | Eh/E | З | Ф | W | Kh | Дж | И/Ih | Y | К | Л | М | У/Ю | Н | Oa/Oh | П | Q | Р | С (эс) | Ш | Т | X (икс) | Ч | Th |

Буквы алфавита не имеют отдельной позиции-изображения строчных букв.
Буквы C, Ф, Дж, Q, В, X (икс), З, Ч и Th в фильме не были использованы
Направление письма атлантийского языка — бустрофедон, то есть если первая строка пишется справа налево, то вторая — слева направо, третья — снова справа налево и т. д. При перемене направления письма буквы пишутся зеркально. Система предложена самим Марком Окрандом, который прокомментировал, что «это (письмо) должно быть похоже на возвратно-поступательные движения».

### Счёт
Создатели языка атлантов основывались на нескольких системах счёта, совместив изображение цифр майяской системы, расположенных в соответствии с порядком римских цифр, а позиционную систему взяли из десятичной системы арабских цифр.
| Цифра | Произношение | Обозначение |
| ----- | ------------ | ----------- |
| 1     | din          |             |
| 2     | dut          |             |
| 3     | sey          |             |
| 4     | kut          |             |
| 5     | sha          |             |
| 6     | luk          |             |
| 7     | tos          |             |
| 8     | ya           |             |
| 9     | nit          |             |
| 10    | ehep         | +           |
| 30    | sey dehep    | +           |

Как порядковое число цифры пишутся с суффиксами dlag или lag. К примеру, три переводится как sey, значит третий будет — sey.dlag; два — dut, а второй — dut.lag. Использование dlag соответствует в том случае, если корень слова (обозначающего цифру) заканчивается на шумную согласную или носовую согласную
Дроби образуются с помощью суффикса lop или dlop: четверть — kut.lop; Одна пятая — sha.dlop и т. д.. Отличие суффиксов lop и dlop, такие же как у порядковых чисел.
Распределительная форма включает в себя суффикс noh: Однажды/весь/целый/единичный — din.noh; дважды/двойной — dut.noh и т. д.

## Грамматика

### Гласные
| IPA символ | Произношение | Гласная | Пример в IPA | Обозначение              |
| ---------- | ------------ | ------- | ------------ | ------------------------ |
| /i, ɪ/     | ee, ih, i    | i       | ti’kʊdɛ      | будет находится          |
| /e, ɛ/     | eh, e        | e       | we’sɛr       | рынок                    |
| /eɪ/       | ay           | ey      | ba’dɛɡbej    | лучший                   |
| /a, ə/     | ah, uh       | a       | ma’kɪtəɡ     | царя (винительный падеж) |
| /aɪ/       | i            | ay      | kaj’tən      | семь сантиметров         |
| /o, ɔ/     | oh, o, oa    | o       | o’bɛs        | лава                     |
| /oɪ/       | oy           | oy      | ri’sojba     | кальмар                  |
| /u, ʊ/     | oo, u        | u       | ku’nɛt       | поверхность              |

Фонетика языка включает в себя более пяти гласных фонем, что характерно для многих языков. Большинство гласных имеют по два аллофона, в зависимости от нахождения в ударном или безударном слоге. К примеру  воспроизводится либо как и — напряжённо-неогублённо, либо как и — ненапряжённо-огублённо. Такая же ситуация с , буква может произноситься как е или ɛ. Две буквы ( и ) имеют по три дифтонга.

### Согласные
|               | Губно-губные | Альвеолярные | Альвеолярно-палатальные | Палатальные | Заднеязычные | Лабиовелярные |
| Взрывные      | p b          | t d          |                         |             | k ɡ          |               |
| Носовые       | m            | n            |                         |             |              |               |
| Фрикативные   |              | s            | ʃ                       |             | x            |               |
| Аппроксиманты |              |              |                         | j           |              | w             |
| Дрожащие      |              | r            |                         |             |              |               |
| Боковые       |              | l            |                         |             |              |               |

В словах, в которых две согласные располагаются друг за другом, первая воспроизводится как глухая согласная, вторая как звонкая.
Сноски:
1. ↑  Транслитерация "ш" в письме и при чтении
2. ↑  Транслитерация "h" в письме и, как "kh" при чтении
3. ↑  Транслитерация "y" в письме и при чтении